# Mabë
Pour les articles homonymes, voir Mabe.
Mabë est un hameau de la préfecture de Lezhë dans le nord-ouest de l'Albanie. Le hameau est une partie de l'ancienne municipalité de Dajç (en). Après une réforme des gouvernements locaux en 2015, Mabë devient une partie de la municipalité de Lezhë.